# Alcime
Pour les articles homonymes, voir Alcimos (homonymie).
Alcime (en latin Alcimus, du grec Alkimos « vaillant », ou de l'hébreu Eliaqim, « Dieu se lèvera »), fut un grand prêtre d'Israël pendant trois ans, de -162 à -159 lors de la révolte des Maccabées.
Il était descendant d'Aaron, sans être de la lignée des grands prêtres qui occupèrent la fonction à l'époque perse et au début de l'époque hellénistique. D'après Flavius Josèphe, il n'était pas de la maison d'Onias, mais il était bien prêtre. Genèse Rabba le présente comme neveu de Rabbi Yosé ben Yoezer, lequel était bien de famille sacerdotale.
Après l'exécution du Grand Prêtre Ménélas à Beroé en -162, Alcime reçoit la fonction de Grand Prêtre d'Antiochos V. Alcime appartenait au parti hellénisé (en faveur des séleucides), opposé à celui des Maccabées, mais les universitaires reconnaissent en lui un juif authentique, non assimilé par le monde grec. D'abord reçu favorablement par les Juifs en raison de son ascendance aaronide, il finit par s'en faire détester par ses cruautés.
Lorsque Démétrios Ier Sôter s'évade de Rome et prend le pouvoir à la place d'Antiochos V, Alcime prend le parti de Démétrios. Il reçoit alors le soutien de Bacchidès, gouverneur de Syrie.
En -161, Alcime, déjà destitué, s'adresse à Démétrios. Celui-ci envoie une armée à Jérusalem dirigée par Bacchidès pour le restaurer dans sa fonction de Grand Prêtre.
Pendant l'hiver -161/-160, Bacchidès nomme Alcime maître de la province de Judée et rentre à Antioche. Le régime de terreur instauré par Alcime conduit à une reprise de la guerre civile. Simon Maccabée profite du départ de Bacchidès pour attaquer. Il défait Alcime, et le force à s'enfuir en Syrie. Là, il convainc Démétrios de lever une nouvelle armée conduite par Nicanor, qui est vaincue par les forces de Simon dans la bataille de Hadassah, près de Beït-Horon. Lors de cette bataille, Nicanor est tué. Une troisième armée, de nouveau sous le commandement de Bacchidès, est envoyée et Alcime fut rétabli, sécurisé cette fois-ci par une importante garnison qui lui est laissée. Cependant, il ne profite pas longtemps de son triomphe, et meurt d'une paralysie au mois de Iyar en -159.
Après lui, la fonction de Grand Prêtre resta longtemps vacante. L'absence de grand prêtre pour cette période fait toutefois supposer à certains critiques que le poste a été occupé par le Maître de Justice, fondateur du mouvement du Yahad — souvent identifié aux esséniens — dont il est question dans une trentaine des Manuscrits de la mer Morte. Il n'y a toutefois aucun consensus à ce sujet.

## Source
- Mack, E., « Alcimus », International Standard Bible Encyclopedia, 1915.
- Uriel Rappaport, « Alcimus », The Anchor Bible Dictionary, vol. 1, 1992.  (ISBN 0-385-19351-3)